# Бурлас, Ладислав
Ладисла́в Бу́рлас (словац. Ladislav Burlas; 3 апреля 1927, Трнава, Чехословакия — 11 февраля 2024, Братислава) — словацкий музыковед, композитор и педагог.

## Биография
В 1946—1951 годы учился на философском факультете Университете Коменского (класс Игоря Грушовского), а в 1951—1955 годах в Высшей школе исполнительского искусства Братиславе у Йозефа Кресанека (музыковедение) и Александра Мойзеса (композиция). В 1951—1989 годах работал в Словацкой академия наук. В 1951—1954 годах заведующий историческим отделением, а 1961—1972 годах директор Института музыкознания. В 1954—1960 годах преподавал в Братиславском университете. В 1973 году стал заведующим музыковедческим сектором института искусствознания. С 1993 года профессор. С 2001 декан музыковедческого факультета Академии искусств в Банска-Бистрице. С 1987 года председатель Союза словацких композиторов и концертных исполнителей.

## Сочинения
- Музыка для скрипки с оркестром (1977)
- 3 струнных квартета
- Лирическая музыка для фортепиано (1978)

## Музыковедческие работы
- Realistické tradície slovenskej hudby, Martin, 1952.
- Život a dielo J L Bellu, Martin, 1953.
- Alexander Moyzes, Bratislava, 1956.
- Formy a druhy hudobného umenía, Bratislava, 1962, 3-е издание 1978.
- Hudobna téoria a súčasnost, Bratislava, 1978.
- Slovenská hudobná moderna, Bratislava, 1983.
- Pohľady na súčasnú slovenskú hudobnú kultúru, Bratislava, 1987.
- Teória hudobnej pedagogiky, Prešov, 1997.
- Hudba — komunikatívny dynamizmus, Bratislava, 1998.
- Hudba — želania a rezultáty: zobrané muzikologické spisy z rokov 1957—1999, Bratislava, 2000.